# Германия в 1945—1949 годах

Зоны оккупации Германии (1945—1949)

Мирное время сразу после окончания Второй мировой войны. 1945 год

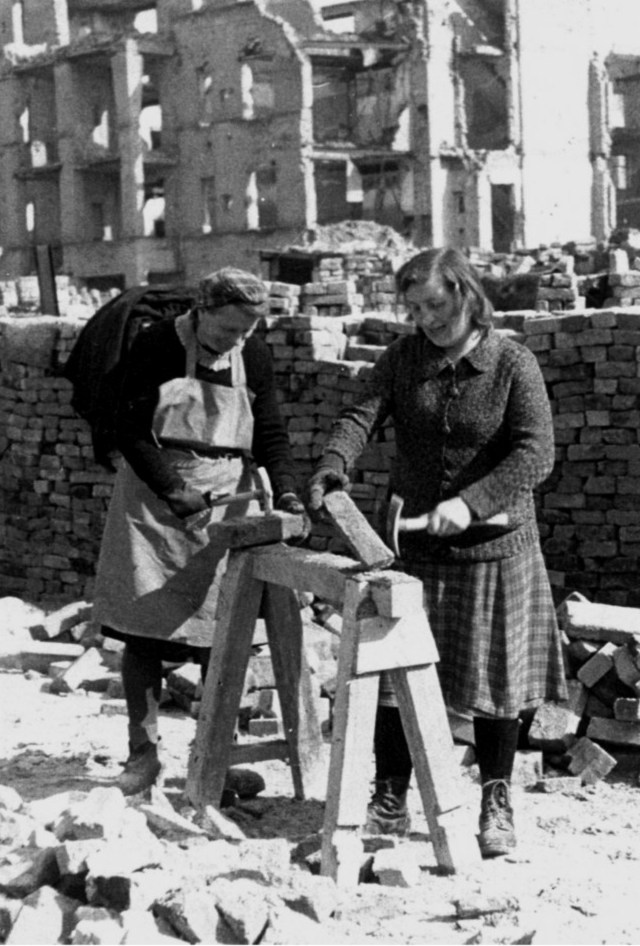
Трюммерфрауэн в Берлине

«Германия в 1945—1949 годах» или «Оккупация Германии» (неофициальное название этого периода — «нулевые годы») — период существования бывшей нацистской Германии по окончании Второй мировой войны (1939—1945) в Западной Европе, в течение которого территория Германии была оккупирована войсками СССР, Великобритании, США и Франции и находилась под управлением Контрольного совета образованного державами-победительницами.
Поражение Германии в войне привело к глубочайшему кризису немецкого общества. Немцы воспринимали положение, создавшееся после мая 1945 года, как своеобразное отсутствие истории, так называемый «час ноль».
На момент подписания акта о безоговорочной военной капитуляции 8 (9) мая 1945 года в Германии практически отсутствовала гражданская экономика, была разрушена инфраструктура, не имелось собственной полноценной администрации. 6 июня 1945 года были опубликованы соглашения четырёх союзных держав о разделении территории Германии на четыре зоны оккупации и о контрольном механизме в стране, в соответствии с которыми верховную власть в Германии, в период выполнения ею основных требований безоговорочной капитуляции, должны осуществлять советский, британский, американский и французский главнокомандующие, каждый в своей зоне, согласно инструкциям соответствующих правительств:
- восточная зона оккупации — советская (под управлением советской военной администрации);
- северо-западная зона оккупации — британская;
- юго-западная зона оккупации — американская;
- западная зона оккупации — французская.

Кроме того, внутри зон оккупаций также существовали районы с ограниченным участием войск других стран:
- Французская зона оккупации — люксембургские сектора.
- Британская зона оккупации — польская, бельгийская[3], норвежская[4], датская[5] подзоны.

Это были годы не только восстановления экономики, но и переосмысления прошлого и формирования нового образа жизни.
«Нулевые годы» закончились образованием двух германских государств — ФРГ (23 мая 1949 года) на западе и ГДР (7 октября 1949 года) на востоке Германии.
Оккупационные войска заняли нацистскую Германию и были расквартированы с официальным статусом победителей, но не освободителей Германии, что определило характер их взаимоотношений с населением. Изданные командованием приказы были направлены на изоляцию войск с тем, чтобы исключить взаимные контакты в любой их форме. Однако солдаты, несмотря на многократно издаваемые запреты, находили способы их обойти.

## Предыстория
Союзники по антигитлеровской коалиции обратились к обсуждению послевоенного мира и судьбы Германии в 1941 году, когда на борту крейсера, стоявшего в бухте Аргентия у берегов Ньюфаундленда, была составлена Атлантическая хартия, обнародованная президентом США Франклином Рузвельтом от своего лица и от имени премьер-министра Великобритании Уинстона Черчилля 14 августа того же года. Содержание Хартии сводилось к соглашению о тесном взаимодействии Соединённого Королевства и США в общей борьбе с нацизмом и последующем установлении мира на восьми принципах (стр. 479), продолжающих сформулированные перед Первой мировой войной президентом США Вудро Вильсоном принципы свободного самоопределения наций и создания системы общегосударственной безопасности.
На конференции в Тегеране (28 ноября — 1 декабря 1943) было достигнуто соглашение между Рузвельтом, Черчиллем и Сталиным о послевоенной судьбе Германии. В это время уже стали широко известны военные преступления нацистов, и общественное мнение во всём мире начало отождествлять рядового немца с нацистом. Требования к Германии сильно ужесточились.
14 января 1943 года Черчилль и Рузвельт сформулировали требование безусловной капитуляции Германии.
Вопреки первоначальному намерению Черчилля об открытии Второго фронта на Балканах, 6 июня 1944 года была проведена высадка в Нормандии (операция «Нептун») (С. 168.).
12 сентября 1944 года в Лондоне был подписан протокол о создании трёх зон оккупации.
На конференции в Ялте (4 февраля — 11 февраля 1945) союзники договорились об установлении новых границ в Европе и подтвердили раздел Германии на зоны оккупации, дополнительно выделив французскую зону, за счёт английской и американской.
После самоубийства Адольфа Гитлера во время штурма Берлина 30 апреля 1945 года, во главе правительства Германии стал гросс-адмирал Карл Дёниц. Его правительство называлось «фленсбургским», поскольку город Фленсбург, расположенный недалеко от границы с Данией, являлся местом пребывания Дёница и его окружения. В связи с быстрым наступлением союзников фактическая юрисдикция этого правительства распространялась лишь на узкую полосу земли от австрийской границы до Берлина и датской границы, причём после 8 мая 1945 года оно реально контролировало только Фленсбург и окрестные территории. 23 мая 1945 года все члены Фленсбургского правительства были арестованы, вследствие чего оно прекратило своё существование.
7 мая 1945 года начальник штаба Верховного командования вермахта генерал-полковник Альфред Йодль от лица главы государства, адмирала Карла Дёница, подписал в штабе верховного главнокомандующего союзных экспедиционных сил Дуайта Эйзенхауэра во французском городе Реймсе акт о безоговорочной военной капитуляции Германии. Согласно акту германские войска должны были прекратить военные действия с 23:01 8 мая 1945 года по центральноевропейскому времени (с 00:01 9 мая 1945 года по московскому времени). Однако по настоянию Сталина эта процедура была продублирована в ночь с 8 на 9 мая 1945 года генерал-фельдмаршалом Кейтелем, генерал-адмиралом фон Фридебургом и генерал-полковником Штумпфом, которые от имени Верховного командования вооружённых сил Германии подписали акт о безоговорочной капитуляции. В СССР 9 мая 1945 года был назван днём официального прекращения Второй мировой войны в Европе.

## Декларация о поражении Германии
5 июня 1945 года в Берлине представителями четырёх союзных держав — маршалом Советского Союза Георгием Константиновичем Жуковым, фельдмаршалом Соединённого Королевства Бернардом Лоу Монтгомери, генералом американской армии Дуайтом Дэвидом Эйзенхауэром, французским армейским генералом Жаном Мари де Латр де Тассиньи — была подписана Декларация о поражении Германии и взятии на себя верховной власти в отношении Германии правительствами Союза Советских Социалистических Республик, Соединённого Королевства и Соединённых Штатов Америки и временным правительством Французской Республики. В ней указывалось, что в Германии нет такого центрального правительства или власти, которые способны взять на себя ответственность за сохранение порядка, управление страной и выполнение требований держав-победительниц. Согласно декларации, правительства СССР, Великобритании, США и временное правительство Франции приняли на себя верховную власть в Германии, включая всю власть, которой располагали германское правительство, верховное командование и любые областные, муниципальные или местные правительства или власти, оговорив, что этот шаг не является аннексией Германии.

## План Моргентау
В августе 1944 года министр финансов США Генри Моргентау (младший) подал Франклину Рузвельту меморандум, составленный от своего имени и своего окружения, настроенного в отношении будущего Германии весьма радикально. Этот план предусматривал следующее:
1. Демилитаризацию страны, включающую разоружение вермахта и народного ополчения, вывоз или уничтожение военных материалов, полное уничтожение военной промышленности.
2. Изменение границ Германии: раздел Восточной Пруссии между ПНР и СССР, передача Саара Франции и установление границы по Мозелю и Рейну.
3. Создание на оставшейся территории двух независимых государств — северного и южного, а также таможенного союза на границе с Австрией.
4. Уничтожение Рура как промышленного центра. С этой целью следует произвести демонтаж всего промышленного оборудования и закрыть все шахты. На этой территории должны быть размещены международные вооружённые силы.
5. На Германию должны быть наложены требования выполнения плана реституций и репараций.
6. Система среднего и высшего образования должна быть реорганизована и поставлена под контроль, а на переходное время все школы и университеты должны быть закрыты.
7. С целью политической децентрализации все руководители государственных учреждений должны быть освобождены от своих должностей.
8. Восстановление системы земельных органов власти по образцу существовавшей до создания Второго рейха совокупности 18-ти карликовых государств с приданием им прав на автономию.
9. Контроль за соблюдением оккупационного режима возлагается на вооружённые силы.
10. Контроль ООН над функционированием немецкой промышленности, торговли и финансовой системы устанавливается на 20 лет.
11. Крупные земельные владения ликвидируются, а земля распределяется между крестьянами.
12. Военные преступники подвергаются наказанию.
13. На определённое время вводится запрет на ношение военной и полувоенной формы.
14. Все летательные аппараты конфискуются. Ни один немец не имеет права ни летать, ни служить в авиации.
15. Хотя реализация этой программы должна быть возложена на соответствующие международные комиссии, вся ответственность за обеспечение этой деятельности в форме полицейского надзора ложится на армию США[9] (С. 472—476.)

Вначале Рузвельт согласился с текстом и подписался под ним. Но, вернувшись из отпуска, отозвал свою подпись. Тем не менее, изложенные в плане мероприятия приводились в жизнь, в особенности в отношении демонтажа и уничтожения оборудования промышленных предприятий. Это вело к увеличению числа безработных и существенному ухудшению благосостояния населения.
В соответствии с потсдамским соглашением 1945 года германская промышленность во всех зонах не должна была производить более 50 % от достигнутого до войны уровня. На конференции в Потсдаме было принято решение закончить все работы по демонтажу объектов германской промышленности, в частности, металлургии и тяжёлой промышленности. В 1947 году СССР провёл эту работу весьма энергично и уложился в установленные сроки. Из 40 000 тонн подлежащего демонтажу оборудования в СССР было отправлено 39 000 тонн. Союзники же, Великобритания, США и Франция, прислушиваясь к протестам немецкой стороны, местами прекращали работы и закончили их только в 1949 году.
Однако начавший свою реализацию с 15 мая 1948 года план Маршалла существенно изменил тенденции в развитии немецкой экономики.

## Зоны оккупации

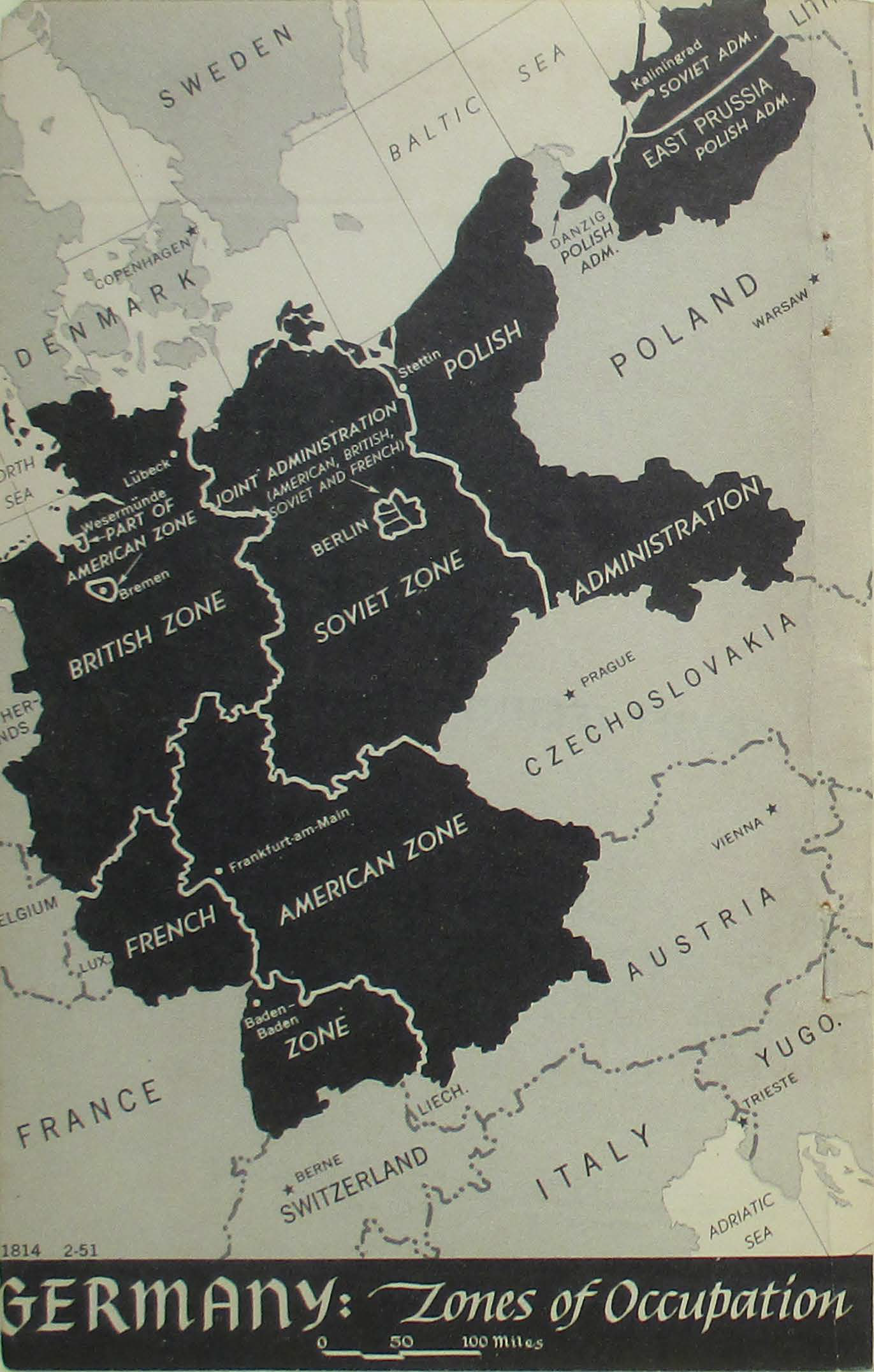
Зоны оккупации в документах Госдепартамента США

В соответствии с контрольным механизмом, установленным соответствующим соглашением от 14 ноября 1944 года и подтверждённым на Потсдамской конференции летом 1945 года, верховная власть в Германии осуществлялась главнокомандующими вооружённых сил четырёх держав-победительниц «каждым в своей зоне оккупации, по инструкциям от своих соответствующих Правительств, а также совместно, по вопросам, затрагивающим Германию в целом».
В Берлинской декларации от 5 июня 1945 года державы-победительницы официально заявили о принятии на себя верховной власти в Германии в её границах на 31 декабря 1937 года и установили контрольный механизм и границы оккупационных зон Германии и оккупационных секторов Берлина. Окончательные границы Германии и её правовое положение должен был установить мирный договор, который так никогда и не был заключён до принятия Договора об окончательном урегулировании в отношении Германии 1990 года.
6 июня 1945 года соглашением четырёх союзных держав (СССР, Великобритания, США и Франция) о зонах оккупации и о контрольном механизме в Германии территория побеждённой страны была разделена на четыре зоны оккупации:
- восточная зона оккупации — советская (под управлением советской военной администрации), в которую вошли Саксония, Галле-Мерзебург, Магдебург, Анхальт, Тюрингия, Бранденбург, Мекленбург и Передняя Померания;
- северо-западная зона оккупации — британская, в которую вошли северная часть Рейнской области, Вестфалия, Ганновер, Брауншвейг, Ольденбург, Шаумбург-Липпе;
- юго-западная зона оккупации — американская, в которую вошли Бавария, Гессен, северная часть Бадена и северная часть Вюртемберга;
- западная зона оккупации — французская, в которую вошли южная часть Вюртемберга, южная часть Бадена и южная часть Рейнской области и Пфальц;
- Город Берлин также был разделён на четыре сектора.

30 июля 1945 года был создан Союзный контрольный совет. В его подчинении находилась Межсоюзническая комендатура, осуществлявшая властные полномочия в разделённом на оккупационные секторы Берлине.
Ганс Вернер Рихтер, немецкий писатель-антифашист, создатель литературного объединения немецкоязычных авторов «Группа 47» (нем. «Gruppe 47»), ставившей своей целью осмысливание причин возникновения тоталитаризма, так охарактеризовал жизнь в Германии во время оккупации:

«Наиболее свободно люди жили в английской зоне, лучше всех — в американской, наиболее опасной была жизнь населения в советской зоне оккупации». (С. 66.)
В 1950 году Институт анализа общественного мнения в Алленсбахе (нем. Institut für Demoskopie Allensbach) провёл социологическое обследование населения, задав единственный вопрос: «Каковы ваши впечатления о поведении оккупационных войск держав-победительниц?» Ответы распределились (в процентах от общего числа опрошенных) по четырём категориям (страница 66):
- «Присутствие было вообще незаметно»: английских — 47 %, американских — 36 %, французских — 28 %, советских — 4 %;
- «Осталось приятное впечатление»: английских — 16 %, американских — 15 %, французских — 7 %, советских — 1 %;
- «Осталось неприятное впечатление»: английских — 26 %, американских — 32 %, французских — 35 %, советских — 24 %;
- «Осталось в высшей степени неприятное впечатление»: английских — 11 %, американских — 17 %, французских — 30 %, советских — 71 %.

### «Игра со спичками»
Участники конференции в Тегеране в 1943 году были едины во мнении, что послевоенная Польша должна получить компенсацию в виде приобретения части Силезии и Восточной Пруссии. Территориальный вопрос окончательно решил Черчилль, выложив на карту Восточной Европы три спички. Две из них он положил параллельно границам довоенной Польши, а третью — по «Линии Керзона», которую Сталин считал истинной польско-советской границей. Затем Черчилль взял крайнюю (восточную) спичку и переложил её на запад, на такое же расстояние от западной границы Польши, как от «Линии Керзона», уже вдоль линии Одер-Нейссе. 

Такой простой приём был одобрен всеми участниками, поскольку Сталин получил районы на северных территориях Восточной Пруссии с городом Кёнигсбергом, который вскоре после штурма Красной армией и последующей его передачи под юрисдикцию Советского Союза в 1946 году получил название Калининград. Одновременно было принято решение о переселении поляков из земель, переходящих к СССР, в земли учреждаемого польского государства, а также переселении около 5 миллионов немцев из земель, отходящих Польше, в лежащие на западе земли Германии.
В ответ на возникшие при этом соображения, связанные с жизненной катастрофой, которую должны перенести переселенцы, были высказаны следующие доводы: во-первых, такой прецедент сравнительно недавно имел место в Восточной Европе, когда из отходящих к Турции земель были выселены греки. Во-вторых, утверждалось, что немцы сами организовали во время разгрома Польши переселение массы населения, причём для еврейского населения это закончилось Холокостом.

## Административное деление
Столица — Берлин.
Германия расположена в Центральной Европе.
Координаты: 47°16′ — 59°4′ сев. широты, 5°52′ — 15°03′ вост. долготы.
Площадь: 356,1 тыс. км².
Население: 66 006,9 тыс. человек (по переписи 1946 года).
Германия граничит с Францией, Люксембургом, Бельгией, Нидерландами, Данией, Польшей, Чехословакией, Австрией и Швейцарией.
После разгрома немецко-фашистских войск в войне 1941—1945 годов в Германии были созданы 4 зоны оккупации: Советская, Американская, Британская и Французская.
В городе Берлин были созданы также 4 сектора оккупации (Большой Берлин).
В западной части Германии англо-американские оккупационные власти создали государство — Федеративную Республику Германии. Площадь: 245,4 тыс. км². Население, по оценке на 1.03.1951 года: 47 882,3 тыс. человек (без Саарской области).
В восточной части Германии советские оккупационные власти также создали государство — Германскую Демократическую Республику. Площадь: 107,2 тыс. км². Население, по данным переписи 1946 года: 17 313,7 тыс. человек.
В административном отношении Германия делится на 18 земель (нем. Länder), включая столицу — город Берлин, приравненную к земле.
| № п/п                           | Земли                           | Площадь, тыс. км² | Население, тыс. чел. перепись 1946 /оценка на 1951 | Административный центр | Население, тыс. чел. перепись 1946 /оценка на 1951 |
| I. Советская зона оккупации     | I. Советская зона оккупации     | 107,2             | 17 313,7                                           |                        |                                                    |
| ------------------------------- | ------------------------------- | ----------------- | -------------------------------------------------- | ---------------------- | -------------------------------------------------- |
| 1                               | Бранденбург                     | 27,0              | 2 527,5                                            | Потсдам                | 113,6                                              |
| 2                               | Мекленбург                      | 29,9              | 2 139,6                                            | Шверин                 | 88,1                                               |
| 3                               | Саксония                        | 17,0              | 5 558,6                                            | Дрезден                | 468,0                                              |
| 4                               | Саксония-Ангальт                | 24,7              | 4 160,5                                            | Галле                  | 222,5                                              |
| 5                               | Тюрингия                        | 15,6              | 2 927,5                                            | Веймар                 | 66,7                                               |
| II. Американская зона оккупации | II. Американская зона оккупации | 107,5             | 17 975,7                                           |                        |                                                    |
| 1                               | Бавария                         | 70,2              | 9 122,2                                            | Мюнхен                 | 831,0                                              |
| 2                               | Бремен                          | 0,4               | 568,3                                              | Бремен                 | 444,2                                              |
| 3                               | Вюртемберг-Баден                | 15,7              | 3 939,4                                            | Штутгарт               | 481,8                                              |
| 4                               | Гессен                          | 11,3              | 4 355,8                                            | Висбаден               | 218,3                                              |
| III. Британская зона оккупации  | III. Британская зона оккупации  | 97,7              | 24 242,3                                           |                        |                                                    |
| 1                               | город Гамбург                   | 0,7               | 1 627,7                                            | Гамбург                | 1 604,6                                            |
| 2                               | Нижняя Саксония                 | 47,3              | 6 758,2                                            | Ганновер               | 441,6                                              |
| 3                               | Северный Рейн-Вестфалия         | 34,0              | 13 315,8                                           | Дюссельдорф            | 498,4                                              |
| 4                               | Шлезвиг-Гольштейн               | 15,7              | 2 540,6                                            | Киль                   | 253,6                                              |
| IV. Французская зона оккупации  | IV. Французская зона оккупации  | 40,2              | 5 664,3                                            |                        |                                                    |
| 1                               | Баден                           | 10,0              | 1 359,0                                            | Фрайбург               | 109,8                                              |
| 2                               | Вюртемберг-Гогенцоллерн         | 10,4              | 1 255,7                                            | Тюбинген               | 37,3                                               |
| 3                               | Рейнланд-Пфальц                 | 19,8              | 3 049,6                                            | Майнц                  | 87,0                                               |
|                                 |                                 |                   |                                                    |                        |                                                    |
| 4                               | Саарская область                | 2,6               | 856,1                                              | Саарбрюккен            | 89,7                                               |
| Большой Берлин                  | Большой Берлин                  | 0,9               | 3 334,8                                            |                        |                                                    |
|                                 | Советский сектор                | 0,4               | 1 203,8                                            |                        |                                                    |
|                                 | Американский сектор             | 0,2               | 1 051,7                                            |                        |                                                    |
|                                 | Британский сектор               | 0,2               | 634,7                                              |                        |                                                    |
|                                 | Французский сектор              | 0,1               | 444,7                                              |                        |                                                    |

## Социологические изменения

### Кампания по перевоспитанию
Кампания по перевоспитанию была начата с целью освободить население от любых проявлений идеологии нацизма. Она состояла, в частности, в ознакомлении населения с наиболее отталкивающими сторонами деятельности немецкой администрации. В кинотеатрах непрерывно шли документальные фильмы с кадрами, в деталях отображающими лагеря смерти. При этом посещение этих киносеансов некоторые представители оккупационной администрации ставили обязательным условием получения продуктовых карточек. Жители ближайших к концлагерям поселений должны были участвовать в экскурсиях по ним, а в некоторых случаях принять участие в проводимых там работах. Для большинства лиц гражданского населения, так же как и для лиц, находящихся на военной службе, получаемая информация о масштабах злодеяний режима нацизма была потрясением.

### Денацификация
Одной из задач, которые поставили перед собой союзники, была денацификация немецкого общества.
Взрослому населению предлагалось от имени «Контрольного Совета по Германии» заполнить анкету со множеством вопросов, на основании ответа на которые определялась вина того или иного лица в преступлениях нацизма. Так, в опросном листе «Erhebungsformular MG/PS/G/9a» содержался 131 вопрос. Отказ от заполнения грозил лишением продуктовых карточек. Если результат подведения итога ответа давал основание считать заполнившего «виновным» или «виновным в высшей степени», отвечающий представал перед судом. В случае осуждения виновный отправлялся в лагерь для интернированных лиц, в качестве которого использовались некоторые из сохранившихся концлагерей.
Для «замешанных» или «попутчиков» предполагалось наказание в виде денежного штрафа или конфискации некоторой доли имущества. Имелась категория «оправданных», но лучше всего было попасть в категорию «не замешанных».
Неискренность опрашиваемых, круговая порука и коррупция делали это мероприятие весьма неэффективным, а его результаты спорными.

### Демократизация
Сначала в Советской, а позже и в других зонах оккупации были разрешены политические партии — была восстановлена Коммунистическая партия Германии и все три партии бывшей веймарской коалиции — СДПГ, НДП и ПЦ. Однако вскоре партийная верхушка НДП совместно с бывшими членам ГНП создают Свободно-демократическую партию Германии (СвДП) (в Советской зоне оккупации — Либерально-демократическую партию (ЛДП)), а партийная верхушка ГПЦ совместно с бывшими членами НННП создают Христианско-демократический союз (ХДС), в результате чего НДП и ПЦ маргинализируются.
В Советской зоне оккупации предпринимается попытка воссоздать подобие Веймарской коалиции, что приводит к созданию «Демократического блока», в который вошли КПГ, СДПГ, ЛДП, восточногерманский ХДС, руководящий орган которого формировался на основе паритета всех входящих в блок партий. Аналогичные блоки были созданы и на земельном уровне, на паритетной основе этих партий были образованы временные земельные собрания, в которые вошли также представители некоторых общественных организаций. В апреле 1946 года СДПГ и КПГ в Советской зоне оккупации объединяются в Социалистическую единую партию Германии (СЕПГ), руководящие органы которой формировались на основе паритета бывших коммунистов и социал-демократов. СДПГ трёх остальных зон от такого объединения отказались, организациями СЕПГ этих зон стали организации КПГ.
В 1946—1947 гг. воссоздаются выборные населением земельные и районные собрания, общинные советы (или общинные представительства), причём на выборах в них в Советской зоне оккупации, в которых КПГ и СДПГ были объединены в СЕПГ, СЕПГ получила большинство, в остальных большинство получали либо СДПГ, либо ХДС.

### Проблема кадров
Оккупационные силы столкнулись с чрезвычайно острой проблемой нехватки кадров для руководства на всех уровнях хозяйства, вызванной, в том числе, возникшей в результате военных действий резкой диспропорцией в половом составе населения. Эта проблема усугубилась тем, что идеология нацизма в принципе исключала женщин из общественной жизни, поручая им область домашнего хозяйства и воспитания детей. Из-за недостатка профессиональных знаний женщины не могли взять на себя решение насущных проблем, стоявших перед обществом.

## Экономика

### Снабжение продовольствием
Общее снабжение продовольствием было плохим, и люди не получали достаточного количества продовольствия. Многие умерли от голода или жажды в первые послевоенные недели — особенно младенцы и маленькие дети из-за отсутствия молока. Например, в Баварии среднее количество потребляемых калорий в день достигало 1000 ккал. Кооператив для американских денежных переводов в Европу, CARE доставлял посылки с необходимыми товарами,  но до 5 июня 1946 г. было запрещено отправлять посылки с помощью в Германию. В рамках философии наказания американским войскам было запрещено оказывать помощь голодным немцам, особенно продовольствием. Американцам в оккупированной Германии было приказано не оставлять остатки еды немецкой домашней прислуге; все излишки продовольствия должны были быть уничтожены или сделаны несъедобными. Союзники выпустили новые талоны на питание в своих секторах оккупации, которые были ранжированы по группам потребителей (категориям) от 1 до 5 в соответствии с тяжестью работы. Нормы выдачи пересматривались еженедельно в соответствии с возможностями.
В советской зоне оккупации было организовано снабжение молоком детей до 8 лет (70 000 л ежедневно). Ранее постановлением ГКО были утверждены нормы снабжения населения Берлина, при этом поставляемое для г. Берлина продовольствие должно было быть компенсировано поставками Советскому Союзу промышленных товаров из производимых предприятиями г. Берлина.

## Раздел Германии на два государства
Сразу после оккупации во всех оккупационных зонах, кроме советской, был объявлен «политический карантин» — запрещались все политические партии, которых, кроме НСДАП, ещё не существовало, поэтому запрещены были только НСДАП и антифашистские комитеты, в советской зоне оккупации — только НСДАП.
10 июня 1945 года в советской зоне оккупации, а осенью в прочих зонах, были разрешены политические партии и профессиональные союзы, в результате чего были восстановлены довоенные немецкие партии — КПГ, СДПГ, НДП и ПЦ и профцентр — Союз свободных немецких профсоюзов (ССНП). Однако вскоре партийная верхушка НДП совместно с бывшими членам ННП создают Свободную демократическую партию Германии (СвДП) (в Советской зоне оккупации — Либерально-демократическую партию (ЛДП)), а партийная верхушка ПЦ совместно с бывшими членами НННП создают Христианско-демократический союз (ХДС), в результате чего НДП и ПЦ маргинализируются.
В советской зоне оккупации предпринимается попытка воссоздать подобие Веймарской коалиции, что приводит к созданию «Демократического блока», в который вошли КПГ, СДПГ, ЛДП, восточногерманский ХДС, руководящий орган которого формировался на основе паритета всех входящих в блок партий. Аналогичные блоки были созданы и на земельном уровне, на паритетной основе этих партий были образованы временные земельные собрания, в которые вошли также представители некоторых общественных организаций. В этом же году возникла и межпартийная молодёжная организация всех четырёх партий — «Свободная германская молодёжь» (Freie Deutsche Jugend).
В апреле 1946 года СДПГ и КПГ в Советской зоне оккупации объединяются в Социалистическую единую партию Германии (СЕПГ), руководящие органы которой формировались на основе паритета бывших коммунистов и социал-демократов. СДПГ трёх остальных зон от такого объединения отказались, организациями СЕПГ этих зон стали организации КПГ. В 1946—1947 гг. воссоздаются выборные населением земельные и районные собрания, общинные советы (или общинные представительства), причём на выборах в них в советской зоне оккупации, в которых КПГ и СДПГ были объединены в СЕПГ, СЕПГ получила большинство, в остальных большинство получали либо СДПГ либо ХДС. СССР также настаивал на проведение выборов в Немецкое национальное собрание, но это решение было отклонено.
С 1946 года, как утверждает Kai Cornelius, бывшие члены СДПГ, объединившейся с КПГ в СЕПГ, стали подвергаться преследованию как потенциальные противники советского влияния в Германии — данные меры, по его утверждению, предпринимались с целью обеспечить немецким коммунистам полный контроль над СЕПГ.

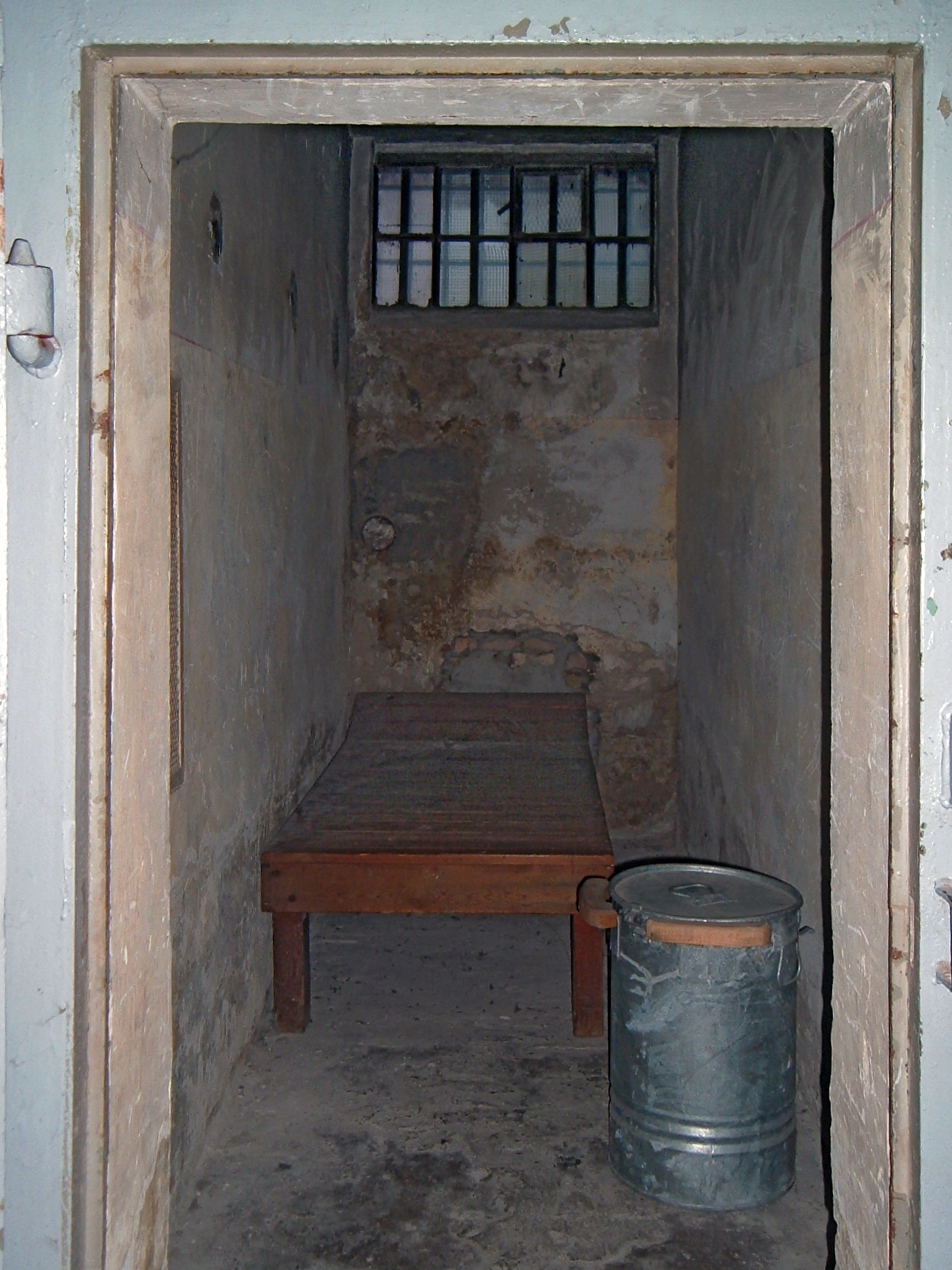
Изолятор в спецлагере НКВД № 3

Причиной интернирования в советские спецлагеря могло служить подозрение в создании оппозиционных политических групп, контакты с организациями, расположенными в западных оккупационных зонах, расцениваемые как шпионаж и агентурная деятельность. В таких случаях могла применяться статья 58 советского Уголовного кодекса об антисоветской деятельности. В специальном лагере в Баутцене почти 66 % осуждённых относились к этой категории (например, В. Натонек).
Ещё в октябре 1946 года представители США ставили вопрос о создании общегерманских административных департаментов (протоминистерства), предусмотренных Потсдамскими соглашениями, против чего выступила Франция, тогда в ноябре 1945 года США предложили создать тризональные административные департаменты, однако на это не согласился СССР. 25 мая 1946 года США вновь потребовали этого от СССР и в ответ на отказ прекратили поставку военного оборудования в счёт репараций, в ответ на что СССР прекратил поставку сырья из своей зоны.
В сентябре 1946 года был создан общий административный совет и административные департаменты для американской и британской зон. Данные органы показали свою неэффективность из-за слабой скоординированности действий между ними, поэтому 29 мая 1947 года был создан Экономический совет объединённой экономики (Wirtschaftsrat des Vereinigten Wirtschaftsgebietes), избираемый ландтагами и Совет Земель (Länderrat) избираемый земельными правительствами, ставшие вместе по сути временным парламентом этих зон и Административный Совет (Verwaltungsrat), формируемый Экономическим Советом, большинство в этих органах получила ХДС западных зон, а также Германский высший суд объединённого экономического союза (Deutsches Obergericht für das Vereinigte Wirtschaftsgebiet), таким образом возник неизбираемый на прямых выборах квазипарламент.
Этот шаг частью общества был расценен как попытка подменить экономическим советом парламент и перенесением парламентских выборов на более отдалённое время. Это мнение разделялось и советской оккупационной администрацией, поэтому одна из партий Советской зоны оккупации (СЕПГ) выступила с инициативой всем депутатам всех ландтагов (поскольку последние были избраны напрямую народом) образовать общегерманский протопарламент. Данный протопарламент начал работу 6 декабря 1947 года и получил название Немецкий народный конгресс (Deutscher Volkskongress). В него вошли практически все представители ландтагов советской зоны оккупации и 650 депутатов от прочих зон (всего в конгресс вошло 2215 депутатов). Для представления интересов Германии народный конгресс назначил делегацию из 17 человек на Лондонскую сессию совета министров иностранных дел, проходившей с 25 ноября по 15 декабря 1947 года, на которой должна быть решена дальнейшая судьба Германии, однако она на конференцию допущена не была.
Сама сессия закончилась провалом, и 23 февраля 1948 года Великобритания, Франция и США, пригласив также представителей от Бельгии, Люксембурга и Нидерландов, собрались на совещание на котором было принято решение о создании Парламентского Совета (Parlamentarischer Rat), орган избираемый ландтагами для принятия конституции.
3 июня 1948 года в результате объединения французской зоны оккупации Германии с Бизонией, ранее (со 2 декабря 1946 года) объединившей американскую и британскую зоны оккупации Германии была создана Тризония.

Берлинцы наблюдают за посадкой «изюмного бомбардировщика». 1948 год.

После проведения союзниками в своей оккупационной зоне 20 июня 1948 денежной реформы (замена старой обесценившейся рейхсмарки на новую марку), советские оккупационные власти в свою очередь 23 июня 1948 провели аналогичную свою денежную реформу в Восточной зоне. Так как экономические идеологии стран-победительниц кардинально расходились, советские оккупационные власти закрыли границы, полностью блокировав тем самым и Западный Берлин, находившийся внутри зоны советской оккупации. Западными союзниками был организован воздушный мост, по которому американская и британская транспортная авиация снабжала население города. Блокада Западного Берлина продолжалась год.
На встрече министр-президентов одиннадцати земель западной зоны оккупации, состоявшейся с 8 по 10 июля 1948 года в Кобленце, было решено не создавать на территории Тризонии полноценного государства, которое могло бы окончательно закрепить раздел Германии. Вместо этого было принято решение о создании временной государственной единицы, которая ни в коем случае не должна была иметь характер государства. По этой причине было решено вместо конституции (нем. Verfassung) принять основной закон (нем. Grundgesetz), который бы обеспечивал единообразное управление западных зон оккупации, а вместо Конституционного собрания созвать Парламентский совет. По этой же причине принципиально отвергалось проведение голосования по утверждению закона на всенародном референдуме. Хотя западные оккупационные державы с самого начала выступали за принятие полноценной конституции путём референдума, министр-президенты смогли отстоять свою точку зрения.
Парламентский совет начал работу 1 сентября 1948 года в Бонне. Это решение не было признано со стороны СССР и представитель от СССР вышел из Контрольного совета.
Сразу с момента начала работы Немецкого народного конгресса начали самоорганизовываться комитеты за единство и справедливый мир, сначала на уровне кантонов, позже проводя районные и земельные народные конгрессы за единство и справедливый мир, также на уровне районов и земель стали создаваться такие комитеты. 17 марта 1949 года земельные конгрессы за единство и справедливый мир избрали делегатов на германский конгресс за единство и справедливый мир, который провозгласил себя II Немецким народным конгрессом и основал Народное движение за единство и справедливый мир (Volksbewegung für Einheit und gerechten Frieden, НДЕСМ). Был избран координационный орган движения — Немецкий народный совет, председателем которого стал председатель СЕПГ — Вильгельм Пик, и Конституционный комитет (Verfassungsausschuss) который получил от движения необходимые ресурсы для проведения всенародного обсуждения проекта Конституции, председателем этого комитета стал другой председатель СЕПГ — Отто Гротеволь. Немецкий народный совет назначил на 15-16 мая 1949 года одновременно с праймериз делегатов III съезда НДЕСМ консультативный референдум о единстве Германии, на котором 66 процентов высказалось за единство (голосование по обоим вопросам шло одним бюллетенем).
8 мая 1949 года Парламентский совет направил свой проект конституции — «Основной закон Федеративной Республики Германия» на ратификацию ландтагами. Этот основной закон учреждал бундесрат (Bundesrat), бундестаг (Bundestag) в качестве законодательных органов, должность федерального президента в качестве главы государства и Федеральное правительство в качестве исполнительного органа. 12 мая 1949 года этот проект был одобрен тремя оккупационными администрациями. К 23 мая 1949 года все земли западных зон кроме Баварии ратифицировали боннский проект конституции, и 23 мая 1949 года Основной закон ФРГ вступил в силу на территории этих зон.

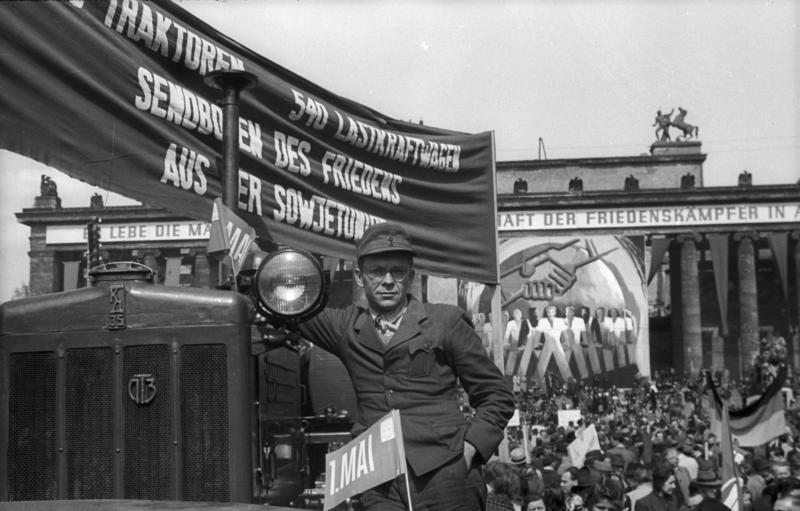
Первомайские торжества в Берлине, 1949 год

Съезд НДЕСМ («III Немецкий народный конгресс») проходивший 15 — 16 мая 1949 года выдвинул свой проект конституции — «Конституция Германской Демократической Республики», этой конституцией были учреждены Палата земель (Länderkammer) и Народная палата в качестве законодательных органов, должность президента в качестве главы государства и правительство в качестве исполнительного органа. При этом в отличие от боннского основного закона, берлинская конституция устанавливала возможность вынесения законов на референдум.
На выборах в бундестаг 14 августа 1949 года ХДС и его баварский союзник Христианско-социальный союз (ХСС) заняли первое место, СДПГ — второе, СвДП — третье. ХДС, ХСС, СвДП и Немецкая партия образовали между собой коалицию, правительство возглавил христианский демократ Конрад Аденауэр.
7 октября 1949 года Немецкий народный совет ввёл в действие свой проект конституции, предложенный III Немецким народным конгрессом, провозгласил себя Временной Народной палатой, учредил Временную палату земель и Временное правительство, избрал президента. 12 октября административные функции Германской экономической комиссии были переданы Временному правительству, а 11 ноября 1949 года СМАГ была преобразована в Советскую контрольную комиссию. Конституция и данное решение были признаны советской оккупационной администрацией, и всеми землями советской зоны оккупации. 7 января 1950 года НДЕСМ был реорганизован в Национальный фронт Демократической Германии (НФДГ), в качестве коллективных членов которого вошли все политические партии Советской зоны оккупации, который с этого же года стал выставлять единый и единственный список кандидатов на выборах в восточногерманский парламент, которые прошли 19 октября 1950 года.
Таким образом на территории Германии стали действовать две конституции, претендовавшие на действие на всей территории Германии, два парламента, два президента и два правительства претендовавшие на обязательность своих решений на территории всей Германии, что давало повод НФДГ и его коллективным членам игнорировать боннскую конституцию в западных землях и проводить в них консультативные референдумы.